# Timbres de France 1859
Cet article recense les timbres de France émis en 1859 par l'administration des postes.
Aucun timbre n'est émis ou type n'est mis en circulation entre 1854 et 1859.

## Généralités

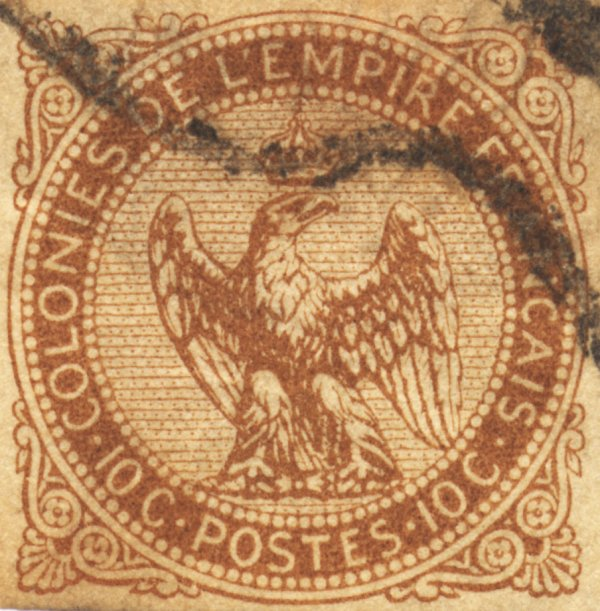
Timbre-poste type « Aigle impériale » des colonies françaises, 10 centimes bistre.

Les émissions portent la mention « EMPIRE FRANC », référence au régime politique du Second Empire. La valeur faciale libellée en centimes (C).
En outre, sont émis à partir de l'année 1859, les premiers timbres destinés au courrier entre et en provenance des colonies françaises. Ces timbres carrés, non dentelés, portent la mention « COLONIES DE L'EMPIRE FRANÇAIS - POSTES » et sont à l'effigie de l'Aigle impériale, d'où leur nom usuel : Aigle des colonies. Les territoires concernés sont : Saint-Pierre et Miquelon, la Martinique, la Guadeloupe, la Réunion, l'archipel des Comores (Mayotte et Nossi-Bé), la Nouvelle-Calédonie, la Polynésie, le Sénégal, le Gagon, les territoires d'Indochine (Tonkin, Annam, Cochinchine, Laos, et Cambodge) et les comptoirs français en Inde (Pondichéry, Chandernagor, Yanaon, Karikal et Mahé).

### Tarifs
Colonies de l'Empire Français (Aigle) : 1c., 5c., 10c., 20c., 40c., 80c. Le 80 centimes sert à affranchir la lettre de 15 à 100 grammes au tarif intérieur et les lettres à destination de plusieurs pays en Europe et dans le monde.

## Légende
Pour chaque timbre, le texte rapporte les informations suivantes :
- date d'émission, valeur faciale et description,
- formes de vente,
- artistes concepteurs et genèse du projet,
- manifestation premier jour,
- date de retrait, tirage et chiffres de vente,

ainsi que les informations utiles pour une émission donnée.

## Novembre

### Napoléon III, 80 centimes rose

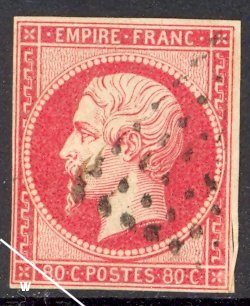
Empire, 80 centimes rose.

En novembre, est mis en circulation un timbre non dentelé de 80 centimes de couleur rose à l'effigie de l'empereur Napoléon III et légendé « EMPIRE FRANC ». Il remplace un timbre de même valeur de couleur rouge carmin émis fin 1854. Le Directeur général des Postes prend cette décision après des essais de couleur effectués par Anatole Hulot.
Le type Napoléon III « Empire » est dessiné et gravé par Jacques-Jean Barre. Le timbre est imprimé en typographie en feuilles de trois cents exemplaires formant deux panneaux de 150 timbres-poste (10x15) séparés par un espace vertical de 1 à 2 centimètres. La feuille imprimée est ensuite coupée verticalement en deux feuilles de vente de 150 timbres.
Les planches d'impression, les mêmes que pour le 80 centimes carmin, présentent un seul tête-bêche à la case 150 du panneau de droite. Ce tête-bêche en couleur rose est connu seulement en trois exemplaires, dont un dans bloc de quatre, et une des deux paires est sur une unique lettre postée au bureau français d'Alexandrie.
La teinte est assez uniforme sur l'ensemble des tirages : rose, rose vif et rose pâle sur un papier blanc ou crème. Cette valeur a fait l'objet de retirage en 1862.
Environ 7,099 millions de timbres sont imprimés. Ils laissent place à un timbre dentelé émis en septembre 1862, sans interruption réelle des tirages ni modification des planches d'impression, la dentelure n'étant qu'une opération supplémentaire après impression et pas une nouvelle conception de figurines postales.